# MediaCoder
MediaCoder（メディアコーダー）とはStanley Huangによって開発された、動画と音声を変換することのできるソフトウェアである。かつてはフリーウェアであった。
内部エンコーダとしてFFmpegやMEncoderなどを利用している。

## 特徴
- 対応形式が主流なものからマイナーなものまで非常に多くの形式に対応している。詳細は以下に記載。
- エンコード機能以外にも音声の抽出、結合や、時間、サイズ、フレーム指定の分割などのごく簡単な編集ができる。
- 詳細な設定、またその保存もできる。ただしアップデート時にこれらの設定は初期状態に戻され保存設定も消えてしまう。
- 解像度の変更、アスペクト比変更、フレームレート変更、字幕合成、色調補正、画質補正、音ズレ補正などエンコード以外でも機能が充実している。

## 対応形式
対応形式が非常に多い。詳しくは外部リンクを参照。
メディア
ビデオCD・DVDなど。
コンテナ
AVI・WAV・ASF・Flash Video・MP4・MPEG-2システム・Ogg・OGM・QuickTime・RealMedia・Matroskaなど。
ビデオ
DV・MS-MPEG4・MPEG-1/-2/-4・Motion JPEG・H.261・H.263・H.264・huffyuv・Dirac・Snow・Theora・VP8・Windows Media Video・Raw Videoなど。
オーディオ
AAC・AMR・MP3・Musepack・Speex・TTA・Vorbis・Windows Media Audio・FLAC・リニアPCM・Monkey's Audio・WavPack・OptimFrogなど。

## その他
- 標準で日本語表示に対応しているが未翻訳部分が多い。有志が作成している日本語化ファイルを使うと解消される。

- MediaCoderはGPL・LGPLに関するライセンス違反を犯したためSourceForge.netから締め出された。そしてFFmpegプロジェクトのウェブページの恥の殿堂（Hall of Shame）に記載されることになった。

- 公式HPではLinuxではwineを使えばほとんどの機能が使えるとの記述がある。